# 上村康太
上村 康太（かみむら こうた、1980年9月2日 - ）は、日本の元ラグビー選手。

## プロフィール
- 東京都杉並区出身。
- 現役時代のポジションはフランカー(FL)。
- 身長 180cm、体重 90kg。
- 愛称はPOPO(ポポ)。

## 経歴

### ラグビーとの出会い
3歳年上の兄とともに野球少年として過ごしていた上村であったが、中学校二年生の春に杉並ラグビースクールへ。当時、悪さばかりしていたという上村を、高校入学を機にラグビーに転向した兄が「そんなことやってんだったらラグビーで発散しろ」とプレーを勧めたことが切っ掛けであった。スクールへ入った当時はラグビーについて何も知らなかった上村は、生まれて初めてのラグビーの試合で言われるがままに相手選手にタックル、相手は救急車で運ばれ上村も脳震盪を起こした。「100パーセント人にぶつかってゆくスポーツ」であるラグビーにより「発散」することが出来て自身は更生出来たと上村は語っている。

### 学生時代
杉並区立井草中学校 から国学院久我山高校へ進み、2年時に全国大会で優勝した。3年時には高校日本代表に選出され、ニュージーランド遠征に参加した。
その後早稲田大学に進学しラグビー部に入部。1年からレギュラーとして試合に出場し活躍するが2年次に故障、同2年次に2月から5ヶ月間、更なる技術獲得の為にオーストラリアへ留学した。4年時に大学選手権で優勝している。上村は、決勝の関東学院大学戦に途中出場した。

### 社会人時代
大学卒業後はサントリーサンゴリアスに加入。2003年9月13日の第1節神戸製鋼コベルコスティーラーズ戦に先発出場して、公式戦初出場を果たした。

## POPO
上村は長年、POPOの愛称で親しまれている。学生時代にサントリーサンゴリアス元主将、山下大悟がドラゴンボールに登場する「ミスター・ポポ」に似ているとして提案。上村自身も「POPOと呼んで」とコンパ等で使用を促した。